# إكس كورب.
إكس كورب. (بالإنجليزية: X Corp.)‏ هي شركة تكنولوجيا أمريكية أسسها رجل الأعمال إيلون ماسك في عام 2023 خلفًا لشركة تويتر. وهي شركة تابعة مملوكة بالكامل لشركة X Holdings Corp، والتي بدورها يمتلكها ماسك. تمتلك الشركة خدمة تويتر للتواصل الاجتماعي وقد أعلنت عن خطط لاستخدامها كقاعدة لعروض أخرى.

## وصلات خارجية
- الموقع الرسمي